# Вилівка
Ви́лівка — село в Україні, у Зміївській міській громаді Чугуївського району Харківської області. Населення на 2001 рік становить 43 особи. До 2020 орган місцевого самоврядування — Соколівська сільська рада.

## Географія
Село Вилівка знаходиться біля витоків пересихаючої річки Велика Вилівка, яка через 5 км впадає в річку Мжа (права притока), на річці багато загат. На відстані 2 км розташоване село Гришківка, за 5 км — село Соколове. До села примикає великий лісовий масив урочище Завилівка. На відстані в 3 км проходить залізниця, до станцій Спасів Скит та Шурине — 4,5 км.

## Історія
Село засновано 1685 року.
Село постраждало внаслідок геноциду українського народу, вчиненого урядом СССР у 1932—1933 роках, кількість встановлених жертв у Соколовому та Вилівці — 228 людей.
12 червня 2020 року, відповідно до Розпорядження Кабінету Міністрів України  № 725-р «Про визначення адміністративних центрів та затвердження територій територіальних громад Харківської області», увійшло до складу Зміївської міської громади.
19 липня 2020 року, в результаті адміністративно-територіальної реформи та ліквідації Зміївського району, село увійшло до складу Чугуївського району Харківської області.

## Населення

### Мова
Розподіл населення за рідною мовою за даними перепису 2001 року:
| Мова       | Кількість | Відсоток |
| ---------- | --------- | -------- |
| українська | 35        | 81.4%    |
| російська  | 8         | 18.6%    |
| Усього     | 43        | 100%     |

## Відомі люди
Уродженцем села є Шемигон Олексій Родіонович (1916—1944) — Герой Радянського Союзу.